# آزمون ای‌ال‌پی‌تی
آزمون ای پی تی (به انگلیسی: English Language Proficiency Test، ELPT) ویژه داوطلبان دکتری دانشگاه آزاد اسلامی می‌باشد که توسط همین دانشگاه به منظور سنجش و ارزیابی سطح زبان عمومی داوطلبان برگزار می‌شود. تمامی دانشجویان دکتری این دانشگاه در صورت دارا نبودن مدرک بین‌المللی زبان انگلیسی با نمره تعیین شده توسط دانشگاه، باید در آزمون ای پی تی شرکت نمایند و حداقل نمره قبولی را در آن کسب کنند.

## تاریخچه
آزمون ای پی تی از سال ۱۳۸۶ آزمون EPT آغاز شد و به صورت منظم در واحد علوم و تحقیقات دانشگاه آزاد اسلامی برگزار شده‌است. تا اردیبهشت سال۱۳۹۲، این آزمون به صورت فصلی برگزار می‌شد اما پس از آن هر ماه برگزار می‌شود. در ابتدای برگزاری این آزمون، مدرک آن تنها برای داوطلبان ورود به مقطع دکتر واحد علوم و تحقیقات دانشگاه آزاد الزامی بود اما مدتی بعد، ارائه این مدرک برای کلیه متقاضیان دکتری دانشگاه آزاد اسلامی ضروری شد. در مقایسه آزمون ای پی تی با آزمون بین‌المللی تافل، درمیابیم که تنها تفاوت آنان این است که آزمون EPT بخش شنیداری و نگارش ندارد. از لحاظ سطحی نیز آزمون ای پی تی باتافل دکتری یا همان آزمون زبان عمومی دکتری برابر است. این آزمون ۱۰۰ سؤال دارد که 20 سؤال به درک مطلب، 15 سوال کلوزتست، 25 سؤال به لغات و 40 سؤال به گرامر اختصاص داده شده‌است. همچنین توجه کنید که این دسته‌بندی تقریبی است و ممکن است در هر آزمونی تغییر کند.

## اساس شکل‌گیری آزمون
اساس شکل‌گیری آزمون بر این بوده‌است که داوطلبان تحصیل در مقطع دکتری کلیه واحدهای دانشگاه آزاد اسلامی همانند داوطلبان دیگر دانشگاه‌ها، حین مصاحبه دکتری می‌بایست مدرکی ارائه دهند که سطح دانش زبان انگلیسی آن‌ها را مشخص کند. دانستن لغات EPT یکی از راه‌های موفقیت در این آزمون می‌باشد.
متولی برگزاری این آزمون، دانشگاه آزاد اسلامی است که به محک زدن داوطلبان در دو مهارت زبانی و سه بخش می‌پردازد.

## ساختار آزمون EPT
- واژگان: شامل ۲۵ تست
- گرامر: ۴۰ تست (در دو بخش)
- درک مطلب: ۲۰ تست
- درک مطلب متن با کلمات حذف شده (cloze): ۱۵ سؤال تستی [۱]

## نمره قبولی آزمون EPT
این آزمون تنها برای داوطلبان دکترای دانشگاه آزاد اسلامی معتبر است و دانشگاه‌های سراسری مدرک این آزمون زبان را نمی‌پذیرند. بر اساس بخشنامه جدید نمره آزمون ept مقطع دکتری، نمره 50 از 100 در آزمون EPT مورد قبول دانشگاه آزاد اسلامی است. اما حداقل نمره آزمون زبان انگلیسی قابل قبول برای دانشجویان شاهد و ایثارگر با توجه به جامعه هدف اعلام‌شده در آیین‌نامه تسهیلات آموزشی مورخ 17/8/94 و نظر به مصوبه 208 هیات رئیسه دانشگاه آزاد اسلامی مورخ 20/2/96، 80 درصد حداقل نمره قابل قبول برای سایر دانشجویان در نظر گرفته شود.